# Nangrhoe Barat
Nangrhoe Barat is een bestuurslaag in het regentschap Pidie Jaya van de provincie Atjeh, Indonesië. Nangrhoe Barat telt 731 inwoners (volkstelling 2010).